# Tatuus F.3 T-318
El Tatuus F.3 T-318 es un monoplaza de carreras presentado en 2018 por el fabricante italiano Tatuus.

## Campeonatos
El Tatuus F.3 T-318 esta o estuvo presente en los siguientes campeonatos:
| Desde     | Campeonatos                                     | Ref   |
| --------- | ----------------------------------------------- | ----- |
| 2019-     | W Series                                        | [ 3 ] |
| 2023-     | Campeonato de Fórmula Regional de Medio Oriente | [ 4 ] |
| 2023-     | Campeonato de Fórmula Regional India            | [ 5 ] |
| 2023-     | Eurocup-3                                       | [ 6 ] |
| 2019-2020 | Campeonato de Fórmula Regional Europea          | [ 7 ] |
| 2019-2020 | Eurocopa de Fórmula Renault                     | [ 8 ] |
| 2018-2022 | Campeonato de Fórmula Regional Asiática         | [ 9 ] |